# Пуща-Марянська
Пуща-Марянська (пол. Puszcza Mariańska) — село в Польщі, у гміні Пуща-Марянська Жирардовського повіту Мазовецького воєводства.
Населення — 590 осіб (2011).
У 1975-1998 роках село належало до Скерневицького воєводства.

## Демографія
Демографічна структура станом на 31 березня 2011 року:
|          | Загалом | Допрацездатний вік | Працездатний вік | Постпрацездатний вік |
| -------- | ------- | ------------------ | ---------------- | -------------------- |
| Чоловіки | 294     | 53                 | 206              | 35                   |
| Жінки    | 296     | 48                 | 177              | 71                   |
| Разом    | 590     | 101                | 383              | 106                  |